# Star Wars: Rebel Assault
Rebel Assault [ˈɹɛbələˌsɔːlt] ist ein Shoot-’em-up-Computerspiel der Firma LucasArts. Das Spiel, dessen Handlung auf den Star-Wars-Filmen basiert, erschien 1993 und war eines der ersten Computerspiele, welches ausschließlich auf CD-ROM erhältlich war. Es erschien für MS-DOS und dazu kompatibles DOS, Mac OS, Sega Mega-CD und 3DO. Mit Star Wars: Rebel Assault II – The Hidden Empire existiert ein direkter Nachfolger.

## Beschreibung
Das Spiel besteht im Wesentlichen aus einer alternativen Erzählung der Ereignisse aus Krieg der Sterne (Episode 4). Der Spieler schlüpft in die Rolle eines jungen Piloten („Rookie 1“) der Rebellenflotte und muss, meist fliegend, verschiedene Missionen absolvieren, bis hin zur Zerstörung des aus den Star-Wars-Filmen bekannten Todessterns. Auch der Kampf um den Eisplaneten Hoth aus Das Imperium schlägt zurück ist enthalten.
Meist verfügt der Spieler über eine eher eingeschränkte Bewegungsfreiheit (sog. Rail Shooter), da diese „fertig“ berechneten Filmsequenzen ähneln, an einigen Stellen gibt es jedoch Wahlmöglichkeiten zwischen alternativen Wegen.

## Veröffentlichung
Rebel Assault war eines der ersten Spiele, die ausschließlich auf CD-ROM veröffentlicht wurden. Die hohe Speicherkapazität der CD-ROM ermöglichte es den Entwicklern, für die Inszenierung Realfilm-Sequenzen zu verwenden. Darüber hinaus wurden auch gerenderte Zwischensequenzen gezeigt, was damals keinesfalls üblich war. Die große Popularität des Spiels sorgte auch für steigende Verkaufszahlen bei CD-ROM-Laufwerken.
In der Fassung für Sega-CD wurde im Vergleich zur DOS-Fassung eine Mission (Mission 7: Imperial Probe Droids) entfernt.

## Rezeption
Das Spiel erhielt überwiegend gute Bewertungen in Computerspiel-Zeitschriften:
- PC Joker: 87 %[1]
- PC Games: 91 %[1]
- PC Player: 91 %[1]
- Power Play: 87 % (DOS) / 85 % (Mac)[1]

Über die unausgereifte Steuerung und die kurze Spielzeit, die durch einen teils unfairen Schwierigkeitsgrad gestreckt wurde, sahen die zeitgenössischen Tester hinweg. Die grafische Präsentation war für damalige Verhältnisse spektakulär.